# Elijáš Baley
Elijáš Baley (zdrobnělina křestního jména zní „Lije“) je fiktivní postava ze série o robotech amerického spisovatele Isaaca Asimova. Je protagonistou v románech Ocelové jeskyně, Nahé slunce a Roboti úsvitu; též v povídce „Zrcadlový obraz“ (česky vyšla i pod názvem „Asymetrie“, anglicky „Mirror Image“). V závěrečném románu ze série o robotech Roboti a impérium (jehož děj se odehrává cca 200 let po Baleyho smrti) je často vzpomínán.

## Biografie
Elijáš Baley je policejním detektivem ve velkoměstě New York City cca 3000 let v budoucnosti (přibližně 5022 n. l.). Podobně jako Sherlock Holmes si rád dopřeje dýmku tabáku, s tímto zlozvykem se snaží přestat v knize Roboti úsvitu. Má silný smysl pro povinnost, je loajální ke svému povolání. Snaží se také chránit svou rodinu a udržet si svůj společenský status. Je ženatý s Jessií Navodny (která raději používá zdrobnělinu Jessie než své jméno Jezebel), společně mají syna Bentleyho, jenž se stane důležitým členem druhé vlny kolonizace vesmíru (v první vlně kolonizace byly osídleny Intermitentní planety, které dlouhodobě stagnují). Jeho strýc Boris (bratr matky) pracoval na kvasinkové farmě a zemřel při nehodě, spadl pod kola nákladního vozu. Baley jako dítě měl svého strýce rád, protože jej často obdarovával cukrovím. Jeho otec byl nukleární fyzik, který pracoval v jaderné elektrárně. Došlo však k neštěstí a zodpovědnost za něj padla na Baleyho otce. Ten ztratil své místo a společenské postavení, kvůli čemuž zahořkl a stal se z něj nepřístupný a nevrlý člověk. Tento zlom v otcově životě ovlivnil i dětství malého Elijáše. Otec umírá, když je chlapci 8 let, poté se Elijáš dostane se svými 2 staršími sestrami do sirotčince. Matku si Elijáš příliš nevybavuje.
Baleyho společenský status je C-5 a zajišťuje mu několik výhod. Za úspěšné vyřešení případu vraždy dr. Sartona má slíben nadřízeným komisařem Enderbym postup do kategorie C-7. Jeho ctižádost a oddanost službě pramení částečně z dětství, neboť si dobře pamatuje na otcovu ztrátu zaměstnání a s ní spojený společenský pád a období nejistoty.
Baley trpí – stejně jako drtivá většina jeho spoluobčanů – agorafobií, strachem z volného prostranství. Vyplývá to ze struktury soudobé společnosti, kdy lidé žijí v rozsáhlých městech („ocelové jeskyně“) a tyto prakticky vůbec neopouštějí. Agorafobie je důležitý rys detektivovy osobnosti a zároveň slouží zápletkám příběhů, v nichž se Baley objevuje. Tento rys odráží Asimovovu vlastní charakteristiku, která se dá nazvat klaustrofilií (záliba v uzavřených prostorách). Asimovovy romány typicky neobsahují žádné nadávky. Elijáš Baley si ulevuje zaklením „U Jehovábela!“ nebo „U Jóviše!“ během velkého vzrušení či napětí.
Během vyšetřování na Solarii se sblíží s místní obyvatelkou Gladií, která je obviněna z vraždy svého manžela. Později se s ní ještě setká na Auroře a při několika dalších vzácných příležitostech.
Několik let po odhalení komplotu na Auroře se ještě jednou a naposledy setká s R. Giskardem Reventlovem, který přiletí jako doprovod Hana Fastolfa na Zemi. Baley mu zdůrazňuje, že se situace v galaxii může zvrtnout do vážné krize a je jen na něm (a R. Daneelovi), aby jí včas zabránil a nebyla tak ohrožena probíhající kolonizace dalších planet. Jako úhlavního nepřítele jmenuje dr. Keldena Amadira, který byl sice poražen, ale neztratil veškerou svou moc.
Po ukončení kariéry detektiva odletěl za synem Bentleym na první planetu kolonizovanou ve druhé vlně (později je známa pod jménem Baleyworld). Jeho manželka Jessie zůstala na Zemi a není známo, zda jej později následovala na novou osadnickou planetu.
Elijáš Baley umírá na Baleyworldu, před svou smrtí chce ještě naposledy vidět R. Daneela, který za ním v doprovodu Gladie přiletí z Aurory. Gladie zůstala na oběžné dráze, Baley nechtěl, aby ho viděla umírat.

## Jednotlivé romány a povídky

### Ocelové jeskyně
V románu Ocelové jeskyně je Baley povolán k vyšetřování vraždy obyvatele Vesmírného města – robotika dr. Roje Nemennuha Sartona. Vesmířané trvají na tom, aby se vyšetřování účastnil i jejich robot R. Daneel Olivaw (humanoidní robot zkonstruovaný ve Vesmírném městě právě dr. Sartonem a dr. Hanem Fastolfem). Elijáš Baley mu zpočátku nedůvěřuje (dokonce jej obviní z vraždy dr. Sartona), teprve později se s R. Daneelem sblíží a společně vytvoří úspěšnou dvojici.

### Nahé slunce
Několik měsíců poté (v knize Nahé slunce) pak společně řeší další vraždu vesmířana, tentokrát obyvatele Intermitentní planety Solarie Rikaina Delmarra. Z vraždy je podezřelá jeho manželka Gladie. Baley se stává po dlouhé době (od doby první kolonizace vesmíru) prvním člověkem ze Země, jemuž je dovoleno navštívit některou z Intermitentních planet (nazývaných též Vnější světy). R. Daneel se snaží Baleyho držet mimo venkovní prostor, je si vědom jeho agorafobie a první robotický zákon mu velí Elijáše chránit, nicméně detektiva tato přehnaná péče omezuje a tak se lstí dočasně zbaví robotova doprovodu. Hodlá svou úzkost z otevřených prostranství překonat i proto, že to prospěje vyšetřování. Skutečně se mu podaří tyto nepříjemné pocity z venkovního pobytu výrazně potlačit.

### Roboti úsvitu
Dva roky poté následuje další akce (v knize Roboti úsvitu), nyní na nejmocnější Intermitentní planetě Auroře, kde se do politického popředí dostal dr. Han Fastolfe, protagonista z prvního dílu a osoba příznivě nakloněná Zemi a myšlence nové vlny pozemské kolonizace. Baley se stal trochu proti své vůli hrdinou poté, co zvládl rozklíčovat již druhý velký případ, jeho schopnosti jsou oceňovány jak na Vnějších světech, tak i na Zemi. Díky němu se zlepšily vztahy Vnějších planet se Zemí a na to pozemská vláda sází. O detektivovi bylo dokonce natočeno i hypervlnné drama (obdoba filmu), s čímž však nesouhlasil. Toto drama se vysílalo na všech Vnějších světech a Baleymu přineslo interplanetární proslulost. Na druhou stranu mu jeho popularita i uškodila, stal se terčem závisti a zášti – i na svém policejním oddělení. Jeho hodnost C-7, kterou obdržel dočasně během vyšetřování na Solarii mu po úspěšném vyřešení případu zůstala.
Na Auroře kromě úspěšného vyřešení případu odhalí Baley i telepatickou schopnost robota R. Giskarda Reventlova a téměř překoná svou zakořeněnou agorafobii. Místy se dokáže nenuceně pohybovat ve volném prostranství, dokonce se střetne na vlastní kůži s bouří.

### Roboti a impérium
V knize je popsáno setkání Elijáše s Gladií a R. Daneelem na palubě soukromé kosmické jachty dr. Hana Fastolfa v době, kdy Baley předložil rezignaci na post inspektora a stal se jedním z osadníků. Elijáš Baley zde vystupuje v retrospektivách ostatních postav. V dalších příbězích vyjde najevo, že se Elijáš Baley v příštích tisíciletích stane legendární postavou. Zmínky o něm lze nalézt v románech ze série o Nadaci.

### Zrcadlový obraz
Povídka „Zrcadlový obraz“ navazuje na romány Ocelové jeskyně a Nahé slunce, R. Daneel Olivaw kontaktuje na Zemi svého kolegu a přítele Elijáše Baleyho, aby pomohl nalézt pravdu ve sporu dvou matematiků, z nichž si každý nárokuje novou vědeckou tezi. Baley se svou geniální dedukcí tento choulostivý problém rozluští.

### Související článek
- Série o robotech